# Lancetes lanceolatus
Lancetes lanceolatus är en skalbaggsart som först beskrevs av Clark 1863.  Lancetes lanceolatus ingår i släktet Lancetes och familjen dykare. Inga underarter finns listade i Catalogue of Life.